# St. Peters Bay (zatoka Oceanu Atlantyckiego)
St. Peters Bay – zatoka (ang. bay) Oceanu Atlantyckiego w kanadyjskiej prowincji Nowa Szkocja, w hrabstwie Richmond; nazwa urzędowo zatwierdzona 2 kwietnia 1953.